# Harrow School
Die Harrow School gehört zu den bekanntesten englischen Internaten für Jungen. Sie ist auch als Harrow bekannt und ist eine der angesehensten und teuersten Schulen im Vereinigten Königreich. Sie geht auf John Lyon zurück, der die Schule 1572 auf der Grundlage einer Royal Charter von Elisabeth I. gründete. Die Schule gehört zu den neun Schulen, die im Public School Act von 1868 genannt werden. Harrow hat heute ungefähr 800 Schüler und liegt im Londoner Stadtteil London Borough of Harrow im Nordwesten der Stadt.

## Geschichte
Die Gründung der Schule erfolgte im Februar 1572. John Lyon, ein wohlhabender örtlicher Farmer, vermachte ihr mit seinem Tod 1592 den kleineren Teil seines Vermögens, den größeren Teil bestimmte er für die Erhaltung einer Straße in das damals 16 km entfernte London. Die Schule erinnert an diesen Teil des Vermächtnisses durch einen Lauf entlang der Strecke im November, der 'Long Ducker' genannt wird. Nach dem Tod von Lyons Frau 1608 wurde mit dem Bau des ersten Gebäudes der Schule begonnen, das 1615 vollendet wurde.

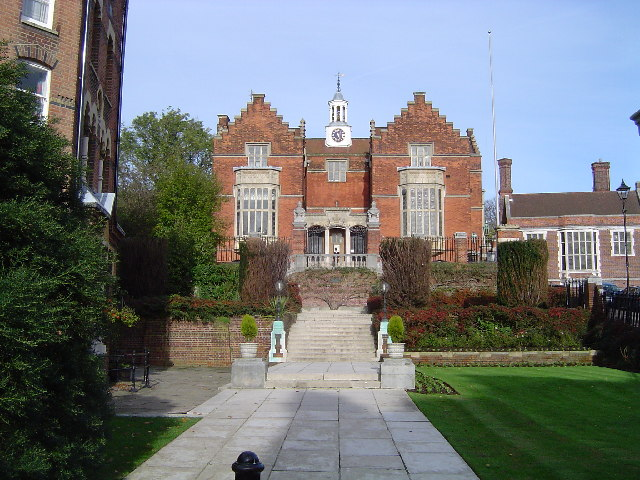
Harrow School

## Schulgelände
Die Schule besitzt kein einheitliches geschlossenes Schulgelände, sondern ist in die Infrastruktur des Harrow-Hill-Gebietes integriert. Die Schule verfügt über ungefähr 160 ha Fläche mit  Spielfeldern, Tennisplätzen, Golfkurs, Wald- und Gartenland. Die Schule besitzt auch eine eigene funktionstüchtige Farm.

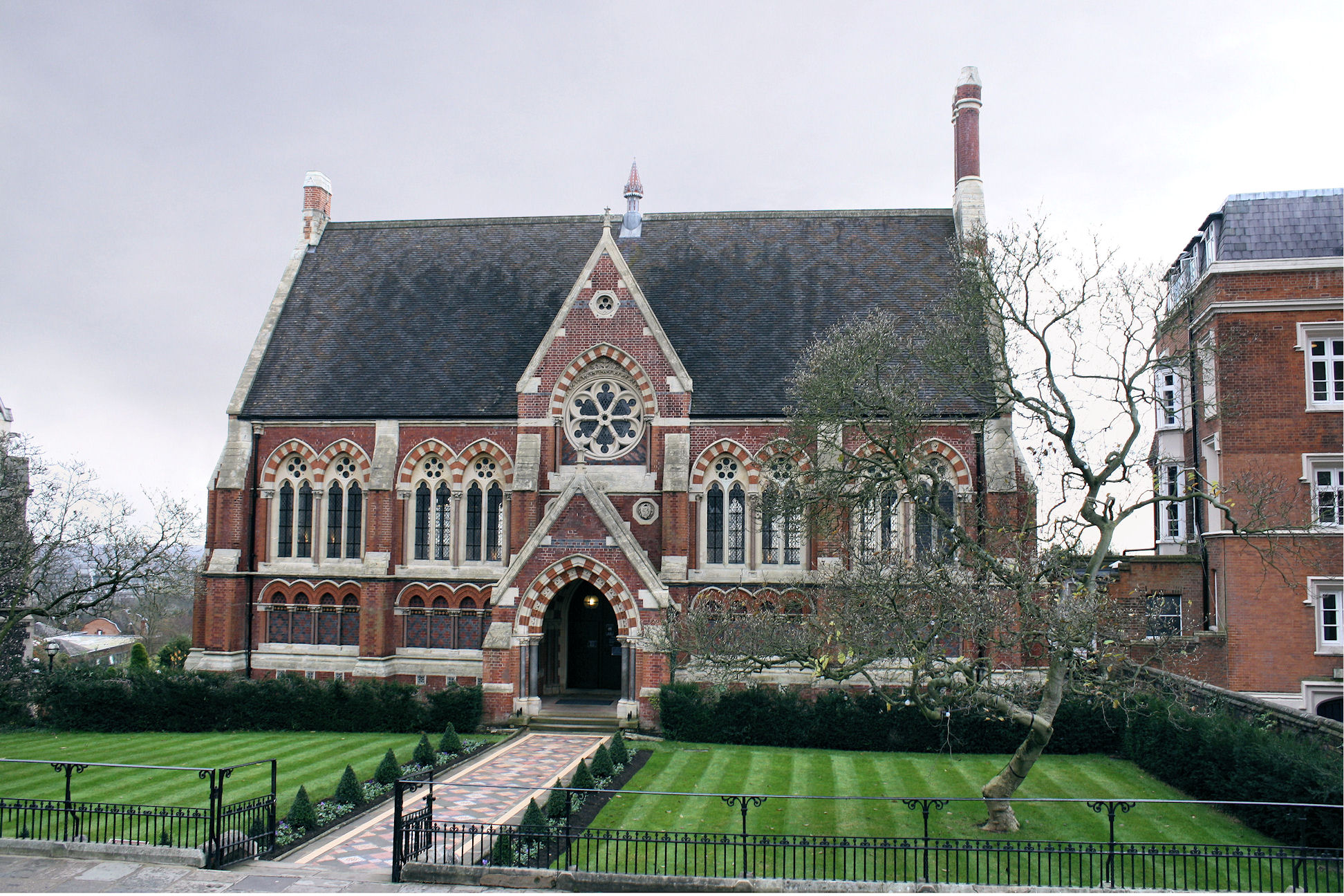
Vaughan Library, Harrow School

Das Old Speech Room Gallery & Museum befindet sich im Gebäude des Old Speech Room, in dem öffentliche Reden geübt werden sollten. Seit 1976 befindet sich hier ein öffentlich zugängliches Museum, das die Schulsammlung mit ägyptischen und griechischen Kunstwerken, englischer Aquarellmalerei, Moderner Britischer Malerei, Bücher und naturgeschichtliche Kunstwerke zeigt.
Die Schüler von Harrow werden auf 12 Internatswohngebäude aufgeteilt. Jedes Haus hat seine eigenen Traditionen und konkurriert in Sportwettkämpfen und anderen Aktivitäten mit den anderen Häusern. Jedem Haus steht ein House Master vor, er wird von House Tutor genannten Mitarbeitern in allen Belangen unterstützt, die das Wohlergehen der Schüler betreffen. Jedes Haus hat eine Matron genannte Hausmutter.
Die Schüler leben zwischen drei und sechs Trimester in einem Doppelzimmer mit einem gleichaltrigen Schüler und beziehen danach Einzelzimmer.
Im Jahr 2025 betrugen die Schulgebühren pro Semester 21.245 £ (24.500 Euro).

## Sport
In Harrow wurde Squash auf der Grundlage des älteren Sportes Rackets um 1830 erfunden.
Die Schule war eine von sieben Schulen, die sich 1863 trafen, um die Cambridge Regeln genannten Fußballregeln festzulegen. Die Cambridge Regeln waren eine der Grundlagen, nach denen die Football Association ihre Regeln aufstellte.
Seit 1805 wird jährlich das Eton v Harrow Cricket-Match zwischen Harrow und Eton College im Lord’s Cricket Ground ausgetragen. Die Begegnung gilt als das älteste in Lord's ausgetragene Match und die älteste noch immer ausgetragene regelmäßige Cricketbegegnung.

## Schullied
Lieder spielen im Schulalltag eine wichtige Rolle, da sie zu allen wichtigen Zeremonien gehören und auch den Zusammenhalt der Schüler stärken sollen. Berühmt ist der aus dem Jahr 1872 stammende school song Forty Years on :
Forty years on, when afar and asunder
Parted are those who are singing today,
When you look back, and forgetfully wonder
What you were like in your work and your play,
Then, it may be, there will often come o'er you,
Glimpses of notes like the catch of a song –
Visions of boyhood shall float them before you,
Echoes of dreamland shall bear them along.
Den Text verfasste Edward Ernest Bowen, ein für seine Zeit fortschrittlicher Schulleiter, die Melodie komponierte der Musiklehrer John Farmer.

## Bekannte Absolventen
Die Schule hat eine große Zahl von berühmten Absolventen, darunter der britische Premierminister Churchill und der indische Premierminister Nehru (siehe Old Harrovians).